# Raymond Kennedy
Raymond Kennedy (Wilbraham (Massachusetts), 3 de marzo de 1934 – 18 de febrero de 2008) fue un novelista estadounidense.

## Biografía
Raymond Kennedy era el menor de tres hijos de la relación entre James Patrick Kennedy y Orise Belanger. Kennedy pasó sus años de formación en Belchertown y Holyoke. Posteriormente, ambientaría muchos de sus libros en la región.
Tras servir en el Ejército de los Estados Unidos, Kennedy regresó a casa y, bajo la Ley de Reajuste de Militares, estudió en la Universidad de Massachusetts Amherst, graduándose en 1960 con un título en Literatura Inglesa. Durante su estancia allí, estudió con los poetas Ted Hughes y Joseph Langland, así como con los profesores de escritura Bob Tucker y Doris Abramson. Poco después de graduarse, Kennedy se mudó al Greenwich Village de Nueva York. En las décadas de 1960 y 1970, trabajó como editor, primero para la Enciclopedia Collier y luego para la Enciclopedia Americana. En 1982, se incorporó al profesorado de la Universidad de Columbia, donde impartió clases de escritura creativa hasta su jubilación en 2006.

## Trabajos editados
Sus novelas se incluyen:
- My Father's Orchard (1963)
- Good Night, Jupiter (1970)
- A Private Station (1972)
- Columbine (1981)
- The Flower of the Republic (1983)
- Lulu Incognito (1988)
- Ride a Cockhorse (1991)
- The Bitterest Age (1994)
- The Romance of Eleanor Gray (2003)